# Mancon
I Mancon furono un'antica famiglia veneta residente nel padovano, iscritta al patriziato veneziano, annoverata fra le cosiddette Case fatte per soldo e appartenente al ceto dei cittadini originari della Serenissima Repubblica di Venezia

## Storia
Il nome deriva dalla caratteristica del capostipite di essere mancino, questa famiglia è stata iscritta al patriziato veneziano  per benemerenze acquistate da Luigi Mancon  nella guerra di Candia (1645-1669). Alla fine del XVII secolo un ramo della famiglia ritornò nel padovano. Proprio nel padovano, più precisamente a Levada, frazione di Piombino Dese, i Mancon divennero sagrestani e campanari della piccola pieve dei Santi Pietro e Paolo fino al 1864.

## Membri della famiglia
1. Niccolò Mancon, commerciante in Padova (1513)
2. Giacomo Mancon, protomedico in Padova (1535)
3. Antonio Mancon, giureconsulto padovano (1563)
4. Celestino Mancon, possidente in Padova (1592)
5. Vincenzo Mancon, medico, attivo in Milano nel 1630 durante la peste.
6. Gilberto Mancon, del collegio dei Medici di Padova (1652)
7. Luigi Mancon, milite. Distintosi per virtù e onore nella guerra di Candia.
8. Agostino Mancon, consigliere padovano (1673)
9. Cav. Filippo Mancon, giurista padovano (1677)
10. Giacomo, possidente in Conegliano (1684)
11. Alessandro, ambasciatore ordinario della Repubblica Veneta (1688)
12. Vincenzo Mancon, del collegio dei Medici di Padova (1701)
13. Gilberto, dottore in "utroque jure" a Padova (1722)
14. Cosimo Mancon, consigliere nel Veneto Senato, attivo in Padova (1728)
15. Bartolomeo Mancon, notaio padovano (1752)
16. Leone Mancon, chierico della Congregazione dei Chierici di San Paolo (1779)